# Cantone di Munster
Il Cantone di Munster era una divisione amministrativa dell'arrondissement di Colmar.
A seguito della riforma approvata con decreto del 21 febbraio 2014, che ha avuto attuazione dopo le elezioni dipartimentali del 2015, è stato soppresso.

## Composizione
Comprendeva i comuni di
- Breitenbach-Haut-Rhin
- Eschbach-au-Val
- Griesbach-au-Val
- Gunsbach
- Hohrod
- Luttenbach-près-Munster
- Metzeral
- Mittlach
- Muhlbach-sur-Munster
- Munster
- Sondernach
- Soultzbach-les-Bains
- Soultzeren
- Stosswihr
- Wasserbourg
- Wihr-au-Val